# Поддубье (Пестовский район)
Поддубье — деревня в Пестовском муниципальном районе Новгородской области. Входит в состав Охонского сельского поселения. По всероссийской переписи населения 2010 года население деревни — 9 человек (четверо мужчин и 5 женщин).
Площадь территории деревни — 18,2 га. Поддубье находится к северу от Минькинского озера, с запада от реки Меглинка, на Валдайской возвышенности, на высоте 144 м над уровнем моря, в 3 км к западу от Почугинского.

## История
В списке населённых мест Устюженского уезда Новгородской губернии за 1909 год деревня Поддубье указана как относящаяся к Барсанихской волости (2-го стана, 4-го земельного участка). Население деревни Поддубье, что была тогда на земле Поддубского сельского общества — 54 жителя: мужчин — 24, женщин — 30, число жилых строений — 26; тогда в деревне имелся хлебозапасный магазин. Затем с 10 июня 1918 года до 31 июля 1927 года в составе Устюженского уезда Череповецкой губернии, затем в составе Авдейковского сельсовета Пестовского района Череповецкого округа Ленинградской области. Население деревни в 1928 году — 144 человека. В ноябре 1928 года Авдейковский сельсовет был упразднён, а деревня вошла в состав Почугинского сельсовета. По постановлению ЦИК и СНК СССР от 23 июля 1930 года Череповецкий округ был упразднён, а район перешёл в прямое подчинение Леноблисполкому. По Указу Президиума Верховного Совета СССР от 5 июля 1944 года Пестовский район был передан из Ленинградской области во вновь образованную Новгородскую область. Во время неудавшейся всесоюзной реформы по делению на сельские и промышленные районы и парторганизации, в соответствии с решениями ноябрьского (1962 года) пленума ЦК КПСС «о перестройке партийного руководства народным хозяйством» с 10 декабря 1962 года был образован, в числе прочих, крупный Пестовский сельский район на территории Дрегельского, Пестовского и Хвойнинского районов. Сельсовет и деревня вошли в состав этого района, а 1 февраля 1963 года административный Пестовский район в числе прочих был упразднён. Пленум ЦК КПСС, состоявшийся 16 ноября 1964 года восстановил прежний принцип партийного руководства народным хозяйством, после чего Указом Верховного Совета РСФСР от 12 января 1965 года сельские районы были преобразованы вновь в административные районы и решением Новгородского облисполкома № 6 от 14 января 1965 года сельсовет и деревня вновь в составе Пестовского района.
С принятием закона от 6 июля 1991 года «О местном самоуправлении в РСФСР» была образована Администрация Почугинского сельсовета (Почугинская сельская администрация), затем Указом Президента РФ № 1617 от 9 октября 1993 года «О реформе представительных органов власти и органов местного самоуправления в Российской Федерации» деятельность Почугинского сельского Совета была досрочно прекращена, а его полномочия переданы Администрации Почугинского сельсовета. По результатам муниципальной реформы, с 2005 года деревня входит в состав муниципального образования — Охонское сельское поселение Пестовского муниципального района (местное самоуправление), по административно-территориальному устройству подчинена администрации Охонского сельского поселения Пестовского района. В 2012 году Новгородская областная дума (постановлением № 50-5 ОД от 25.01.2012) постановила уведомить Правительство Российской Федерации об упразднении в числе прочих Почугинского сельсовета Пестовского района.